# Chi Sâm
Chi Sâm (danh pháp khoa học: Panax) là một chi chứa khoảng 11 loài cây lâu năm phát triển rất chậm có củ thuộc Họ Cuồng (Araliaceae). Cây nhân sâm (Panax ginseng) mọc ở Bắc bán cầu trong khu vực Đông Á (phần lớn ở Triều Tiên - Cao Ly), Trung Quốc, Đông Siberia và Bắc Mỹ, đặc trưng là xứ lạnh. Loài sâm Ngọc Linh (Panax vietnamensis), phát hiện ở Việt Nam là loài sâm thật sự có thể tìm thấy ở cực nam.

## Phân loại
- Phân chi Panax
  - Nhánh Panax
    - Loạt Notoginseng
      - Panax notoginseng - tam thất, điền thất

    - Loạt Panax
      - Panax bipinnatifidus - sâm lá lông chim, châu tử sâm
      - Panax ginseng - sâm Cao Ly, nhân sâm, hồng sâm
      - Panax japonicus - sâm Nhật Bản, sâm lá to, sâm đốt tre
      - Panax quinquefolius - sâm Mỹ, sâm Tây Dương
      - Panax vietnamensis - sâm Ngọc Linh, sâm Việt Nam
      - Panax wangianus - sâm đốt tre lá hẹp, giả nhân sâm lá hẹp
      - Panax zingiberensis - tam thất gừng

  - Nhánh Pseudoginseng
    - Panax pseudoginseng - tam thất, sâm tam thất, giả nhân sâm, sâm Himalaya, thổ tam thất, kim bất hoán
    - Panax stipuleanatus - bình biên tam thất, tam thất hoang, tam thất rừng, sâm tam thất
- Phân chi Trifolius
  - Panax trifolius - sâm ba lá

## Kinh tế
Năm 2010, gần 80.000 tấn nhân sâm thương mại trên thế giới được sản xuất từ 4 quốc gia gồm: Hàn Quốc, Trung Quốc, Canada, và Hoa Kỳ. Sản sản được bán ở hơn 35 quốc gia. Doanh số bán vượt 2,1 tỉ USD, trong đó phân nửa là từ Hàn Quốc. Hàn Quốc là quốc gia cung cấp nhân sâm lớn nhất và Trung Quốc là quốc gia tiêu thụ nhiều nhất. Vấn đề quản lý các cánh đồng nhân sâm từng là trở ngại trong thế kỷ 16.

## Tác dụng thảo dược
- Theo Đông y (được các nước Trung Quốc, Nhật Bản, Hàn Quốc, Bắc Triều Tiên, Việt Nam áp dụng) thì nhân sâm là loại thảo dược quý, được sử dụng gần như là thần dược cho nhiều chứng bệnh, trong đó có thể kể đến là: tăng cường sức lực, chóng mệt mỏi... và được bán với giá cao. Tuy nhiên, người phương Tây thì vẫn tranh cãi về tác dụng thật sự của nhân sâm.
- Tính vị, tác dụng: Vị đắng, không độc. Có tác dụng kích thích nhẹ ở liều thấp làm tăng vận động, tăng trí nhớ nhưng tác dụng ức chế ở liều cao đối với hệ thần kinh; làm tăng sinh lực chống lại sự mệt mỏi, giúp hồi phục sức lực tương tự nhân sâm; làm tăng sự thích nghi của cơ thể trước những bất lợi của điều kiện môi trường sống; tác dụng bảo vệ tế bào giúp hồi phục số hồng cầu, bạch cầu bị giảm; tác dụng tăng nội tiết tố sinh dục; tác dụng kháng viêm; tác dụng điều hoà hoạt động của tim; tác dụng hạ cholesterol máu, chống xơ vữa động mạch; tác dụng giải độc gan và tác dụng kháng khuẩn nhất là đối với Streptococcus gây bệnh viêm họng.
- Công dụng: Thân rễ và rễ củ sâm có thể dùng như nhân sâm làm thuốc bổ; tăng lực, chống suy nhược, hồi phục sức lực bị suy giảm, kích thích nội tiết sinh dục, tăng sức chịu đựng, giải độc và bảo vệ gan, điều hoà thần kinh trung ương, điều hoà tim mạch, chống xơ vữa động mạch, giảm đường huyết. Lại có thể dùng làm thuốc trị viêm họng.

## Hình ảnh

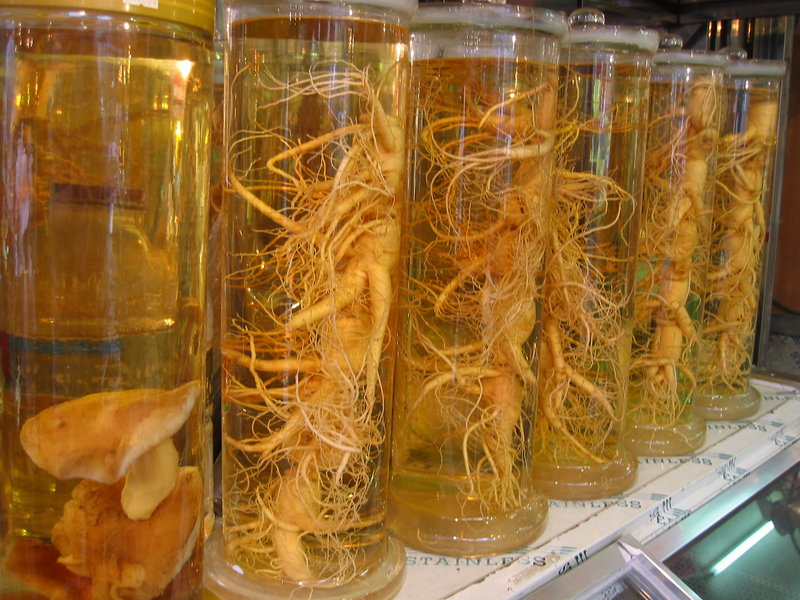
Nhân sâm bày bán ở Seoul, 2003
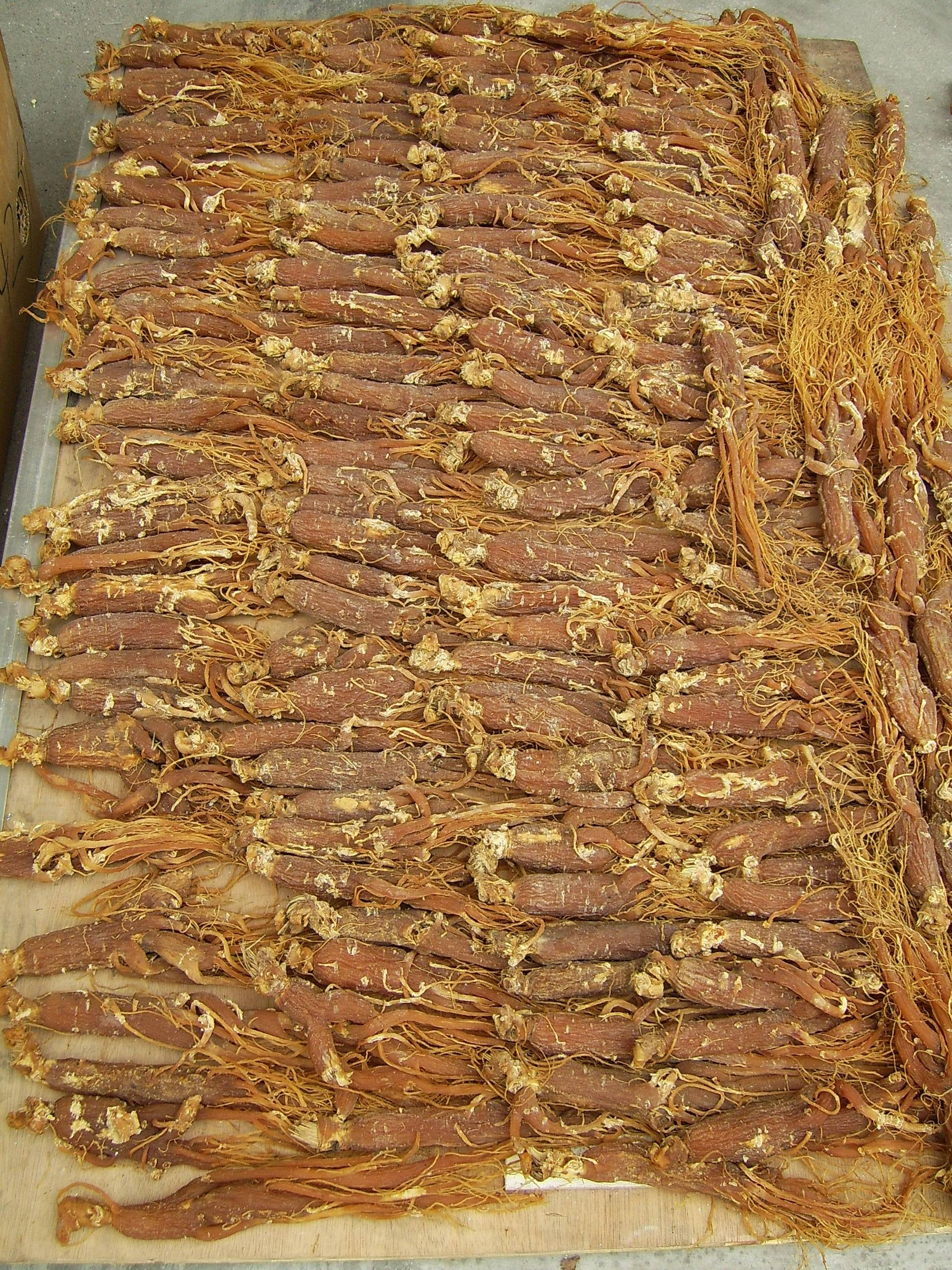
Hồng sâm